# زلاتكو ألكسوفسكي
زلاتكو ألكسوفسكي (مواليد 8 يناير 1960) هو قائد سجن كرواتي بوسني سابق خلال حرب البوسنة والهرسك، وقد اتهمته المحكمة الجنائية الدولية ليوغوسلافيا السابقة بارتكاب جرائم حرب وحكمت عليه بالسجن لمدة سبع سنوات بسبب المُعاملة غير القانونية للسجناء في منطقة وادي لاشفا في البوسنة والهرسك.

## دوره في حرب البوسنة والهرسك
خلال الحرب الكرواتية البوسنية (جُزء من الحرب البوسنية 1992-1995) كان ألكسوفسكي قائد سجن كاونيك في بلدية بوسوفاتشا في الفترة من يناير إلى مايو 1993. خلال هذه الفترة استقبل السجن عدة مئات من المدنيين البوشناق من مجلس الدفاع الكرواتي (HVO) في مركز الاعتقال في كاونيك.
أثناء شُغله منصب قائد سجن كاونيك، خلُصت المحكمة الجنائية الدولية ليوغوسلافيا السابقة إلى أن «العديد من المُعتقلين الخاضعين لسيطرته تعرضوا لمُعاملة لا إنسانية، بما في ذلك الاستجواب المفرط والقاسي والأذى الجسدي والنفسي والعمل القسري، كما استُخدم هؤلاء المُعتقلين كدروع بشرية وقُتلوا أو اغتيلوا». بعد نهاية عمله كقائد للسجن في كاونيك، عمل ألكسوفسكي فيما بعد بصفته «رئيس المقاطعة» في سجن موستار في البوسنة والهرسك.

## المُحاكمة والسجن
في 8 يونيو 1996، بعد فترة وجيزة من انتهاء حرب البوسنة، اعتقلت السلطات الكرواتية ألكسوفسكي في سبليت، ثُم نُقل إلى المحكمة الجنائية الدولية ليوغوسلافيا السابقة في لاهاي، هولندا في 28 أبريل 1997. كانت المحكمة العليا في كرواتيا قد أذنت بتسليم ألكسوفسكي إلى لاهاي، ومع ذلك لم يتم تسليمه فعليًا حتى ضغطت الولايات المتحدة على كرواتيا للقيام بذلك. في 2 نوفمبر 1995، اتهمت المحكمة الجنائية الدولية ليوغوسلافيا السابقة ألكسوفسكي بانتهاك مادتين من النظام الأساسي للمحكمة «على أساس المسؤولية الجنائية الفردية والمسؤولية الجنائية العليا» بموجب المادة 7 من النظام الأساسي للمحكمة الجنائية الدولية ليوغوسلافيا السابقة. اتُهم ألكسوفسكي بانتهاك المواد التالية من النظام الأساسي للمحكمة الجنائية الدولية ليوغوسلافيا السابقة:
- المادة 2 - المعاملة اللاإنسانية؛ تعمد معاناة شديدة أو إصابة خطيرة في الجسم أو الصحة.[4]
- المادة 3 - الاعتداء على الكرامة الشخصية.

عُقدت جلسة ألكسوفسكي الأولى في المحكمة في 29 أبريل 1997، وادعى أنه غير مذنب في جميع التهم المُوجهة إليه. بدأت المُحاكمة في 6 يناير 1998 واختتمت في 23 مارس 1999 (على الرغم من أن المحكمة وجدت أن ألكسوفسكي غير مُذنب بانتهاك المادة 2، فقد أدين بانتهاك المادة 3).
في 7 مايو 1999، حُكم على ألكسوفسكي في الحُكم الابتدائي بالسجن لمدة عامين ونصف.

### الاستئناف
قدم دفاع ألكسوفسكي استئنافاً (فيما يتعلق بحكم الإدانة بموجب المادة 3) في 17 مايو 1999، ورد الادعاء باستئناف آخر (فيما يتعلق بحُكم غير مذنب للمادة 2 ومُدة العقوبة) في 19 مايو 1999. بسبب المناشدات المستمرة، أُطلق سراح ألكسوفسكي في الفترة من 7 مايو 1999 حتى 9 فبراير 2000  حين أمرت المحكمة الجنائية الدولية ليوغوسلافيا السابقة بإعادة اعتقاله. اختتمت دائرة الاستئناف في المحكمة الجنائية الدولية ليوغوسلافيا السابقة في 24 مارس 2000. ورفض استئناف الدفاع فيما يتعلق بالإدانة في نهاية المطاف، بينما سُمح باستئناف الادعاء فيما يتعلق بالحكم والعقوبة. وذكرت دائرة الاستئناف أن ألكسوفسكي كان «قائد السجن، وعلى هذا النحو فهُو يُمثل السلطة التي بإمكانها منع الجرائم في السجن وبالتأكيد ما كان ينبغي لها أن تتورط فيها هي أيضا. الحُكم المناسب يجب أن يعكس هذه العوامل». ونتيجة لذلك، زادت عقوبة ألكسوفسكي من السجن لمُدة عامين ونصف إلى سبع سنوات.

### السجن
في 22 سبتمبر 2000، نُقل ألكسوفسكي إلى فنلندا لقضاء ما تبقى من حُكمه بالسجن لمدة سبع سنوات. كانت فنلندا واحدة من الدول التي اتفقت مع المحكمة الجنائية الدولية ليوغوسلافيا السابقة على تنفيذ الأحكام. أُطلق سراح ألكسوفسكي من السجن بعد ذلك بعام، في 14 نوفمبر 2001.